# Fairey Battle

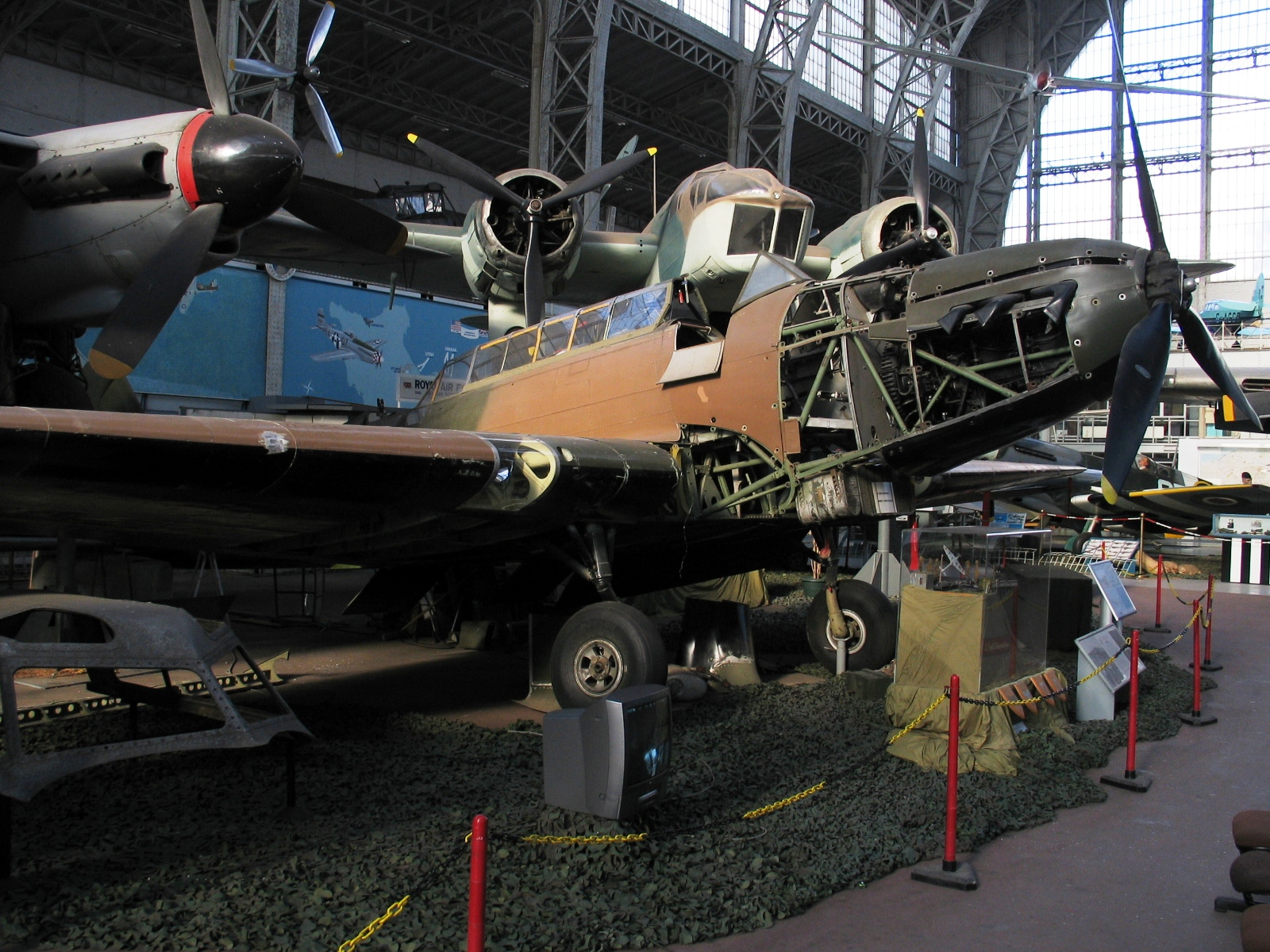
Fairey Battle als Museumsstück

Die Fairey Battle war ein britisches Kampfflugzeug der Zeit des Zweiten Weltkrieges. Der einmotorige Tiefdecker wurde gegen Ende der 1930er Jahre für die Royal Air Force von Fairey Aviation entwickelt. Die als leichter Bomber eingesetzte Maschine hatte ein einziehbares Fahrgestell. Ihre Besatzung zählte zwei oder drei Mann.

## Geschichte
Der Entwurf von Faireys Chef-Konstrukteur Marcel Lobelle ging auf die Spezifikation P.37/42 für einen leichten zweisitzigen Tagbomber zurück, der den Hawker-Hart-Doppeldecker ersetzen sollte. Der Erstflug erfolgte am 10. März 1936. Zu diesem Zeitpunkt waren aufgrund des beschleunigten Ausbaus der RAF bereits die ersten 155 Serienmaschinen nach der Spezifikation P.23/35 bestellt worden, von denen die erste im Juni 1937 flog. Insgesamt wurden bis zur Produktionseinstellung 2185 Maschinen hergestellt, von denen 1156 von Fairey selbst und nach dem für Großserien eingeführten Konzept der „Schattenfabrik“ 1029 von der Austin Motor Company hergestellt wurden. 18 Stück wurden bei Avions Fairey in Belgien in Lizenz gefertigt.
Es gab die Varianten Fairey Battle I, II, III und V, je nachdem, ob sie mit einem Rolls-Royce Merlin I, II, III oder V ausgerüstet waren. Zudem existierte zu Ausbildungszwecken eine Variante „Fairey Battle Trainer“ mit zwei Steuerknüppeln.

## Einsatz

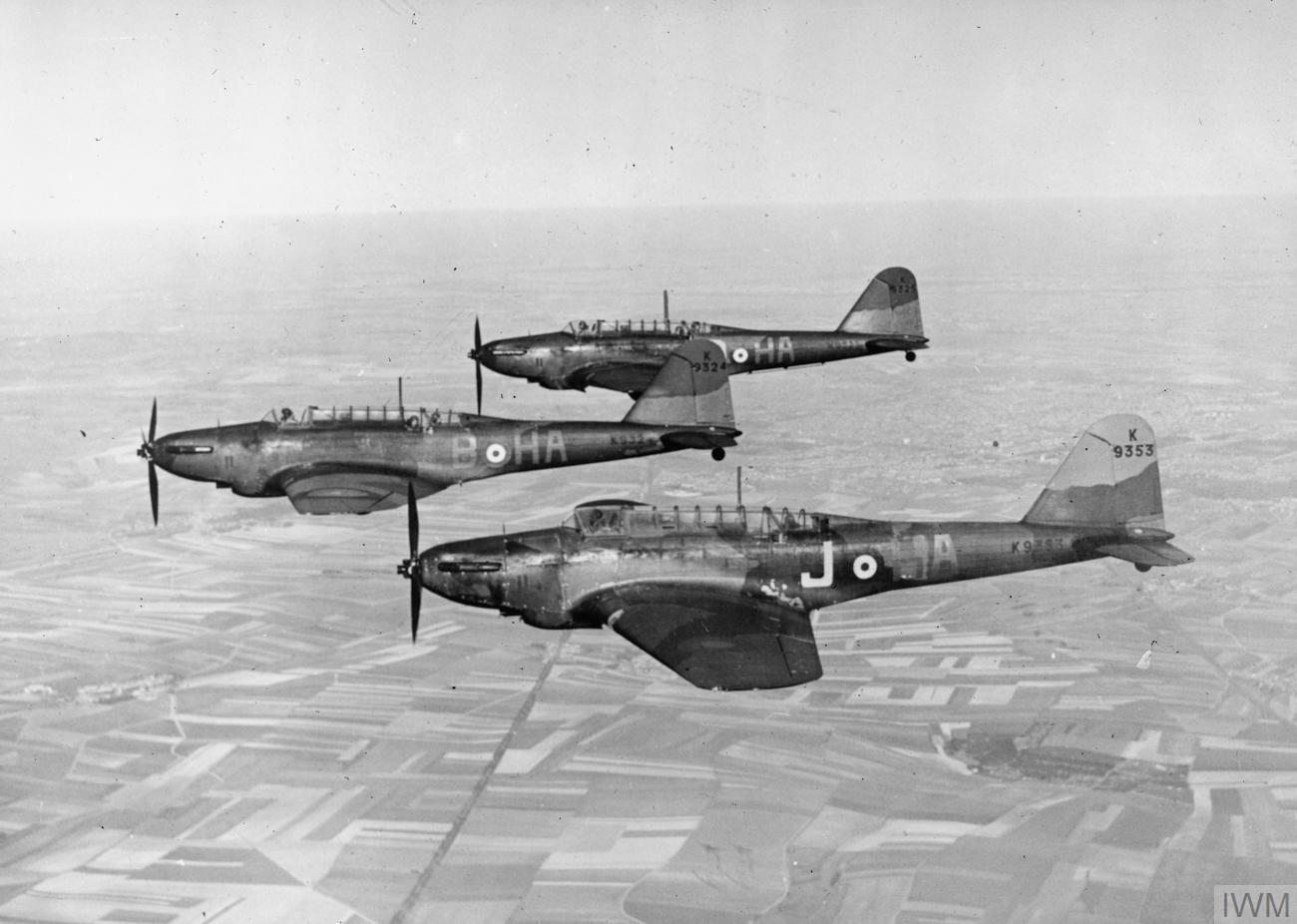
Drei Fairey Battle in Formation über Frankreich

Von Mai 1937, als die ersten Fairey Battle Mk. I an die Squadron 63 der Royal Air Force (RAF) ausgeliefert worden waren, bis zum 3. September 1939 hatte die RAF über 1000 Stück der Typen Mk. I, II und III erhalten. 10 Staffeln verlegten bei Beginn des Zweiten Weltkrieges nach Frankreich und bildeten dort den Großteil der RAF Advanced Air Striking Force.
Die Fairey Battle wurde vor allem als leichter Bomber zur Luftunterstützung von Bodentruppen eingesetzt. Ihre Zuladung von vier 113-kg-Bomben, die in vier Bombenschächten in den Tragflächen untergebracht war, konnte durch Außenaufhängungen auf 680 kg erhöht werden. Die Battle war jedoch den gegnerischen Flugzeugen der deutschen Luftwaffe unterlegen, da sie zu langsam und ihre Reichweite zu begrenzt war. Bei ihren Einsätzen 1940 in Frankreich erlitten die Fairey-Battle-Staffeln der RAF schwere Verluste, woraufhin der Typ aus dem Kampfeinsatz abgelöst wurde. Die Battle wurde anschließend nur noch als Schulflugzeug sowie als Zielschleppflugzeug und – ein Zeichen für ihre zuverlässigen Flugeigenschaften – fliegender Motorenprüfstand für Motoren bis 2000 PS verwendet. In diesen Rollen blieb die Battle bis 1949 im Einsatz.
Neben der RAF setzten auch die Luftstreitkräfte Australiens (insgesamt 368 Stück) und Kanadas (740), außerdem Belgiens (16), Griechenlands (12) und der Türkei (31, bis 1947 verwendet) die Battle ein. Polen hatte für seine Luftstreitkräfte 100 Battle bestellt, um die veraltenden Flugzeuge des Typs PZL.23 Karaś bis zur Einführung des Nachfolgetyps PZL.46 Sum zu ersetzen. Die Maschinen konnten vor Kriegsbeginn nicht mehr ausgeliefert werden. In den ersten Tagen nach dem deutschen Überfall auf Polen wurde ein Flugzeug per Schiff nach Rumänien geschickt, von wo aus es nach Polen gebracht werden sollte. Dies konnte jedoch nicht mehr rechtzeitig erfolgen. Das Flugzeug wurde daraufhin der Türkei überstellt. Schließlich gelangte Irland 1940 in den Besitz einer Battle I, da eine Maschine, die ursprünglich für die Türkei bestimmt war, bei der Überführung ins Bestimmungsland im irischen Hoheitsgebiet notlanden musste. Die Maschine erhielt irische Hoheitsabzeichen und wurde dem Irish Air Corps unterstellt.

## Produktionszahlen
Die Battle wurde in Großbritannien bei Fairey in Stockport und Austin Motors gebaut.
| Version | Fairey | Austin | Summe |
| ------- | ------ | ------ | ----- |
| alle    | 1164   | 1032   | 2196  |

| Jahr  | Anzahl |
| ----- | ------ |
| 1937  | 80     |
| 1938  | 382    |
| 1939  | 1035   |
| 1940  | 699    |
| Summe | 2196   |

## Einsatzländer
- Australien
- Belgien
- Griechenland
- Irland
- Kanada
- Türkei
- Vereinigtes Königreich

## Technische Daten

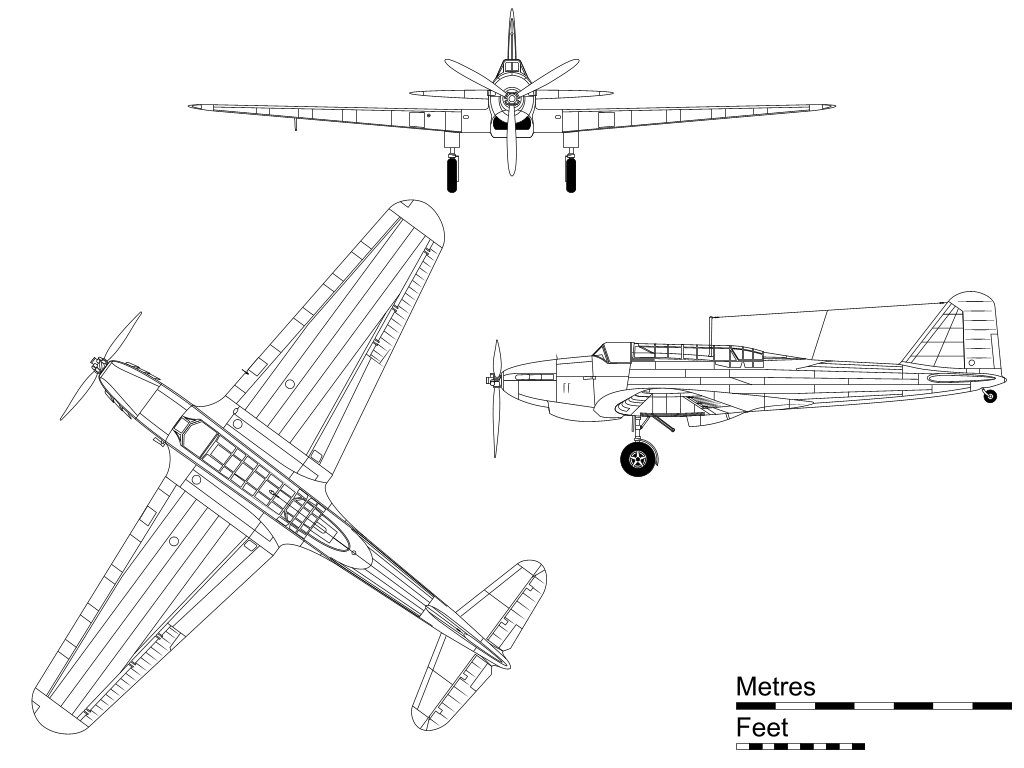
Dreiseitenriss der Fairey Battle

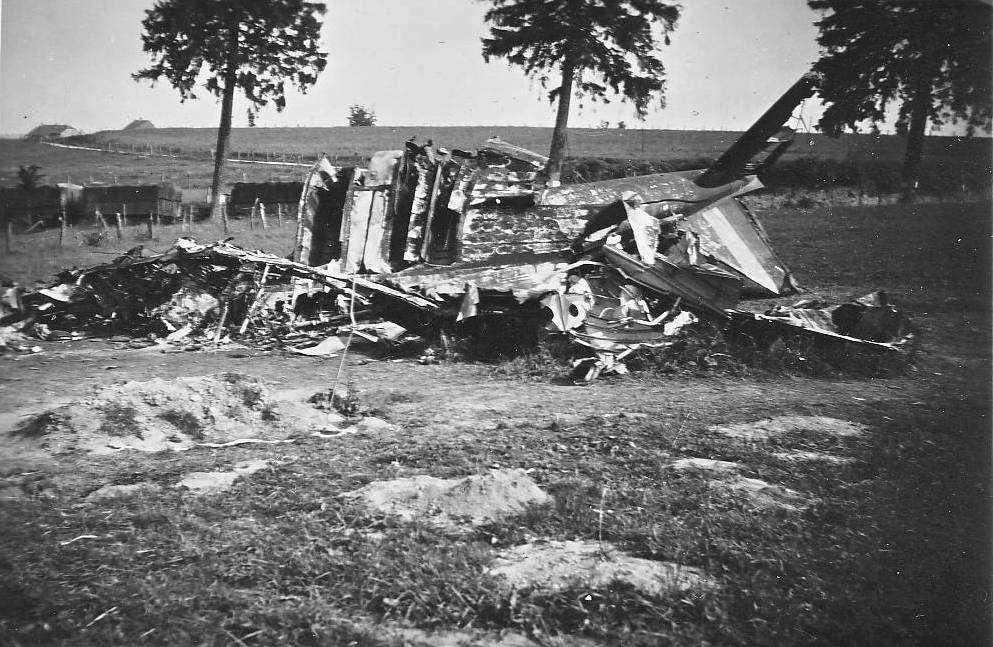
Trümmer einer von der Wehrmacht im Mai 1940 abgeschossenen Fairey Battle

| Kenngröße             | Daten Fairey Battle Mk. II |
| --------------------- | --- |
| Besatzung             | 3 |
| Länge                 | 12,85 m |
| Spannweite            | 16,46 m |
| Höhe                  | 4,72 m |
| Flügelfläche          | |
| Flügelstreckung       | |
| Nutzlast              | |
| Leermasse             | 3015 kg |
| Startmasse            | 4895 kg |
| Reisegeschwindigkeit  | |
| Höchstgeschwindigkeit | 414 km/h in 4572 m Höhe |
| Steigrate             | 280 m/min |
| Dienstgipfelhöhe      | 7600 m |
| Reichweite            | 1609 km |
| Triebwerke            | ein Rolls-Royce Merlin-I,-II,-III oder -V-V-12-Zylinder-Motor mit 768 kW (1044 PS) |
| Bewaffnung            | ein 7,7-mm-MGVickers K in der Kabine nach hinten feuernd ein 7,7-mm-MG Browning im rechten Flügel starr nach vorn feuernd vier 113-kg-Bomben als interne, 227 kg Bomben als Außenlast |